# Bert Isatitsch
Engelbert „Bert“ Isatitsch (* 14. September 1911 in Fürstenfeld; † 8. Februar 1994) war ein österreichischer Sportfunktionär. Der Lehrer war ab 1952 Präsident des Österreichischen Rodelverbandes und von 1957 bis zu seinem Tod Präsident des Internationalen Rennrodelverbandes.

## Biografie
Bert Isatitsch maturierte im Juni 1929 und besuchte danach die Pädagogische Akademie in Wien. Ab 1931 war er Lehrer in Loipersdorf, anschließend Volksschullehrer in Liezen und erhielt schließlich einen Lehrplatz in der Volksschule Rottenmann, deren Direktor er später wurde. Mit dem Rodelsport kam Isatitsch, der als Jugendlicher als Fußballspieler und Leichtathlet, aber auch als Eisläufer und Eishockeyspieler aktiv war, erstmals im Dezember 1945 in Berührung, als er vom Bürgermeister der Stadt Rottenmann und dem Rodler Rupert Glanzer gebeten wurde, den Rodelsport in der Region zu forcieren und steirische Meisterschaften zu organisieren. Isatitsch übernahm diese Aufgabe und so wurden am 24. Jänner 1947 in Rottenmann die zweiten steirischen Rodelmeisterschaften der Nachkriegszeit und zwei Tage später in Liezen die Österreichischen Staatsmeisterschaften auf der Naturbahn ausgetragen, an deren Organisation Isatitsch ebenfalls maßgeblich beteiligt war. Die Zusammenarbeit mit dem Österreichischen Schlittensportverband, in dem damals Rodeln, Bob und Skeleton vertreten waren, gestaltete sich allerdings schwierig und so gründete Bert Isatitsch 1952 den Österreichischen Rodelverband, zu dessen ersten Präsidenten er einstimmig gewählt wurde.
Auf internationaler Ebene war Isatitsch für die Organisation und Austragung der Rennrodel-Europameisterschaften 1951 in Igls, der ersten nach dem Zweiten Weltkrieg, verantwortlich. Schließlich erhielt er das Mandat, den Rodelsport in der Section de Luge der Fédération Internationale de Bobsleigh et de Tobogganing (FIBT) zu vertreten, die damals nicht nur für den Bob- und Skeletonsport, sondern auch für das Rennrodeln zuständig war. Ab 1954 arbeitete die Section de Luge de facto eigenständig innerhalb der FIBT, 1955 fanden die ersten Rennrodel-Weltmeisterschaften in Oslo statt. Im Jänner 1957 kam es zur endgültigen Trennung der Rodelsektion von der FIBT und der Internationale Rennrodelverband (FIL) wurde gegründet. Isatitsch wurde von den Delegierten aus zwölf Nationen zum ersten Präsidenten gewählt. Unter seiner Führung entwickelte sich die FIL zu einem starken Weltverband und Isatitsch wurde bei allen Wahlen bis zu seinem Tod als Präsident bestätigt, auch wenn sein Führungsstil nicht immer unumstritten war. Noch im Gründungsjahr wurde die FIL Mitglied im Internationalen Olympischen Komitee (IOC) und bei den Olympischen Winterspielen 1964 in Innsbruck war Rennrodeln erstmals olympische Disziplin, nachdem Squaw Valley vier Jahre zuvor nicht in der Lage gewesen war, diese Wettkämpfe auszutragen. Seit 1970 finden Europameisterschaften und seit 1979 Weltmeisterschaften im Naturbahnrodeln statt.
Für seine Verdienste wurde Bert Isatitsch unter anderem mit dem Goldenen Ehrenzeichen für Verdienste um die Republik Österreich und dem Olympischen Orden ausgezeichnet. Am 8. Februar 1994 verstarb er unerwartet im Alter von 82 Jahren. Nach Isatitschs Tod übernahm der Deutsche Josef Fendt als geschäftsführender Präsident die Führung der FIL, beim Kongress im Juni desselben Jahres wurde Fendt als neuer Präsident gewählt.

## Auszeichnungen
- 1970: Ehrenring der Stadt Rottenmann
- 1980: Goldenes Ehrenzeichen für Verdienste um die Republik Österreich
- 1984: Olympischer Orden in Silber